# Song Shenzong
L'Empereur Shenzong (25 mai 1048 – 1er avril 1085) est le sixième empereur de la dynastie Song en Chine. Son vrai nom est Zhao Xu. Il a régné de 1067 à sa mort en 1085.
Les périodes au sein de son règne sont « Xining » (熙寧 ; xī níng) 1068-1077 et « Yuanfeng » (元丰 ; yuán fēng) 1078-1085.
Au cours de son règne, Shenzong remarque Wang Anshi et le nomme chancelier. Wang développe des réformes qui visent à améliorer le sort des paysans et des chômeurs, réformes que certains ont considéré comme un précurseur de l'État-providence moderne. Ces actes sont devenus le signe distinctif des réformes du règne de Shenzong.
L'autre acte notable de Shenzong comme empereur tient à ses tentatives réitérées de débarrasser les Song de la Dynastie des Xia occidentaux (Xixia) par une invasion et une expulsion des forces des Xixia à Qingzhou (aujourd'hui Gansu). Shenzong connaît de bons résultats lors de ces campagnes militaires, mais au cours de la bataille de Yongle de 1082, ses forces sont battues. En conséquence, les forces des Xixia deviennent plus puissantes et sont une menace pour la dynastie Song dans les décennies suivantes.
En 1080, il  rebaptise le Temple Puji sur l'île de Putuo Shan dans la province du Zhejiang de bu ken qu guanyin yuan (不肯去观音院) à bao tuo guanyin si (宝陀观音寺).
Il est également connu comme l'un des hommes les plus riches de l'histoire. Sa fortune était telle qu'elle est aujourd'hui encore incalculable.
Shenzong meurt en 1085 à 36 ans. Son fils Song Zhezong lui succède. Son nom officiel signifie « Ancêtre divin ».